# Budak (Stankovci)
Budak falu Horvátországban Zára megyében. Közigazgatásilag Stankovcihoz tartozik.

## Fekvése
Zárától légvonalban 42, közúton 53 km-re délkeletre, Šibeniktől légvonalban 27, közúton 32 km-re északnyugatra, Dalmácia északi részén fekszik.

## Története
A mai Budak helyén valószínűleg már a horvátok betelepülése után falu állt. Ezt igazolja a falu temploma, melyet eredetileg a kora középkorban építettek és körítőfalában is több, növényi ornamentikával díszített faragott középkori kőtöredék látható befalazva. A Horvát Királyság, majd a 12. századtól Magyar Királyság része volt. 1409-ben Dalmáciával együtt a velenceiek vásárolták meg Nápolyi László magyar ellenkirálytól. A falu a feletti álló toronnyal együtt 1538-ban került török kézre. A lakosság elmenekült. 1683-ban szabadult fel a török uralom alól. 1797-ig a Velencei Köztársasághoz tartozott. Miután a francia seregek felszámolták a Velencei Köztársaságot és a campo formiói béke értelmében osztrák csapatok szállták meg. 1806-ban a pozsonyi béke alapján az Első Francia Császárság Illír Tartományának része lett. 1815-ben a bécsi kongresszus újra Ausztriának adta, amely a Dalmát Királyság részeként Zárából igazgatta 1918-ig. A településnek 1857-ben 180, 1910-ben 350 lakosa volt. Az első világháború után előbb a Szerb-Horvát-Szlovén Királyság, majd Jugoszlávia része lett. A második világháború idején 1941-ben a szomszédos településekkel együtt Olaszország fennhatósága alá került. Az 1943. szeptemberi olasz kapituláció után horvát csapatok vonultak be a településre, amely ezzel visszatért Horvátországhoz. A településnek 2011-ben 402 lakosa volt, akik főként mezőgazdasággal és állattartással foglalkoztak.

## Lakosság
| Lakosság változása | Lakosság változása | Lakosság változása | Lakosság változása | Lakosság változása | Lakosság változása | Lakosság változása | Lakosság változása | Lakosság változása | Lakosság változása | Lakosság változása | Lakosság változása | Lakosság változása | Lakosság változása | Lakosság változása | Lakosság változása |
| ------------------ | ------------------ | ------------------ | ------------------ | ------------------ | ------------------ | ------------------ | ------------------ | ------------------ | ------------------ | ------------------ | ------------------ | ------------------ | ------------------ | ------------------ | ------------------ |
| 1857               | 1869               | 1880               | 1890               | 1900               | 1910               | 1921               | 1931               | 1948               | 1953               | 1961               | 1971               | 1981               | 1991               | 2001               | 2011               |
| 180                | 0                  | 239                | 246                | 325                | 350                | 411                | 441                | 519                | 521                | 533                | 500                | 571                | 537                | 426                | 402                |

## Nevezetességei
- A falutól északkeletre emelkedő magaslaton álló budaki kerektorony romja a török háborúk emléke. Stankovci és Velim hasonló erősségeivel együtt a 16. – 17. században határvédelmi rendszer része volt. Később jelentősége megszűnt és sorsára hagyták. Alatta található a falu új temetője.[2]
- Szent Katalin tiszteletére szentelt temploma nagyon régi, de később újjáépített épület. Az eredeti templom még a kora középkorban az óhorvát időkben épült, a mai templomot a 18. században építették. A templom egyhajós, négyszög alaprajzú épület, a homlokzat feletti harangépítményben egy harang látható. A templom tetőzetét 1982-ben cserélték ki, amikor az épületet utoljára megújították. Berendezésének legértékesebb darabja a márvány oltár rajta a védőszent szobrával. A templom körül régi temető található, melynek körítőfalában régi faragott kövek töredékei találhatók. A templom és környezetének régészeti feltárása még nem történt meg.[2]
- A Szent József templomot 1982-ben építették. Csak Szent József ünnepén és temetések alkalmával tartanak miséket benne.[2]